# Paola Magoni
Paoletta Magoni Sforza (conocida como Paola Magoni; Selvino, 14 de noviembre de 1964) es una deportista italiana que compitió en esquí alpino.
Participó en dos Juegos Olímpicos de Invierno, obteniendo una medalla de oro en Sarajevo 1984, en la prueba de eslalon, y el séptimo lugar en Calgary 1988, en la misma prueba.
Ganó una medalla de bronce en el Campeonato Mundial de Esquí Alpino de 1985, en la prueba de eslalon. 
En 2014 fue nombrada comendadora de la Orden al Mérito de la República Italiana y en 2015 recibió el Collar de Oro al Mérito Deportivo del CONI.

## Palmarés internacional
| Juegos Olímpicos   | Juegos Olímpicos      | Juegos Olímpicos  | Juegos Olímpicos |
| Año                | Lugar                 | Medalla           | Prueba           |
| ------------------ | --------------------- | ----------------- | ---------------- |
| 1984               | Sarajevo (Yugoslavia) | Medalla de oro    | Eslalon          |
| Campeonato Mundial |                       |                   |                  |
| Año                | Lugar                 | Medalla           | Prueba           |
| 1985               | Bormio (Italia)       | Medalla de bronce | Eslalon          |